# Girdletree
Girdletree is een plaats (census-designated place) in de Amerikaanse staat Maryland, en valt bestuurlijk gezien onder Worcester County.

## Demografie
Bij de volkstelling in 2000 werd het aantal inwoners vastgesteld op 117.

## Geografie
Volgens het United States Census Bureau beslaat de plaats een oppervlakte van
1,7 km², geheel bestaande uit land. Girdletree ligt op ongeveer 1 m boven zeeniveau.

## Plaatsen in de nabije omgeving
De onderstaande figuur toont nabijgelegen plaatsen in een straal van 20 km rond Girdletree.